# Ingrid Hartmann
Ingrid Hartmann (Bad Salzuflen, 23 de julio de 1930-Wiesbaden, 9 de noviembre de 2006) fue una deportista alemana que compitió para la RFA en piragüismo en la modalidad de aguas tranquilas.
Participó en los Juegos Olímpicos de Roma 1960, obteniendo una medalla de plata en la prueba de K2 500 m. Ganó dos medallas en el Campeonato Mundial de Piragüismo en los años 1958 y 1963, y dos medallas en el Campeonato Europeo de Piragüismo en los años 1957 y 1959.

## Palmarés internacional
| Representando al Equipo Alemán Unificado |                        |                   |             |
| Juegos Olímpicos                         |                        |                   |             |
| Año                                      | Lugar                  | Medalla           | Competición |
| 1960                                     | Roma (Italia)          | Medalla de plata  | K2 500 m    |
| Representando a la RFA                   |                        |                   |             |
| Campeonato Mundial                       |                        |                   |             |
| Año                                      | Lugar                  | Medalla           | Competición |
| 1958                                     | Praga (Checoslovaquia) | Medalla de bronce | K2 500 m    |
| 1963                                     | Jajce (Yugoslavia)     | Medalla de plata  | K4 500 m    |
| Campeonato Europeo                       |                        |                   |             |
| Año                                      | Lugar                  | Medalla           | Competición |
| 1957                                     | Gante (Bélgica)        | Medalla de plata  | K2 500 m    |
| 1959                                     | Duisburgo (RFA)        | Medalla de bronce | K2 500 m    |